# Municipio de Friendship (Arkansas)
El municipio de Friendship (en inglés: Friendship Township) es un municipio ubicado en el condado de Greene en el estado estadounidense de Arkansas. En el año 2010 tenía una población de 822 habitantes y una densidad poblacional de 13,33 personas por km².

## Geografía
El municipio de Friendship se encuentra ubicado en las coordenadas 36°8′26″N 90°26′21″O / 36.14056, -90.43917. Según la Oficina del Censo de los Estados Unidos, el municipio tiene una superficie total de 61.68 km², de la cual 61,58 km² corresponden a tierra firme y (0,16 %) 0,1 km² es agua.

## Demografía
Según el censo de 2010, había 822 personas residiendo en el municipio de Friendship. La densidad de población era de 13,33 hab./km². De los 822 habitantes, el municipio de Friendship estaba compuesto por el 98,3 % blancos, el 0,49 % eran afroamericanos, el 0,61 % eran amerindios, el 0,24 % eran de otras razas y el 0,36 % eran de una mezcla de razas. Del total de la población el 1,22 % eran hispanos o latinos de cualquier raza.